# Piet Plantinga
Piet Hein Plantinga (Amsterdam, 29 juni 1896 - aldaar, 7 oktober 1944) was een Nederlands waterpolospeler.
Piet Plantinga nam eenmaal deel aan de Olympische Zomerspelen in 1920. Tijdens het toernooi speelde hij twee wedstrijden. In de competitie kwam Plantinga uit voor HZ Zian uit Den Haag.
Gé Bohlander · 
Johan Cortlever · 
Leen Hoogendijk · 
Carl Kratz · 
Karel Meijer · 
Piet Plantinga · 
Jean van Silfhout · 
Karel Struijs · 
Piet van der Velden